# Kamianka (rivière)
Pour les articles homonymes, voir Kamianka.
La rivière Kamianka (en ukrainien Кам'янка) est un cours d'eau d'Ukraine et un affluent de la rivière Ros, dans le système hydrographique de la rive droite du fleuve Dniepr. Elle traverse les oblasts de Jytomir et de Kiev, où elle conflue avec la rivière Ros.

## Géographie
La rivière Kamianka prend sa source près de la localité de Brovky Perchi, à une altitude de 155 mètres. Elle s'écoule vers l'est, puis s'infléchit vers le sud au niveau de la localité de Palianytchyntsi. Elle conflue ensuite avec la rivière Ros au niveau de la localité de Tchmyrivka, légèrement en amont de la ville de Bila Tserkva,.